# 敬愛サービス
株式会社敬愛サービス（けいあいサービス）は、千葉県千葉市稲毛区にある収益事業法人。学校法人千葉敬愛学園の出資によって2010年に設立された。

## 概要
本社は、敬愛大学稲毛キャンパスの1号館1階内にある。学校法人千葉敬愛学園の学生や生徒、園児、及び教職員を対象に、キャンパスライフの充実や学園の教育・研究のより良い環境作りのための事業を展開している。

## 沿革
- 2010年1月4日 - 会社設立。本社を佐倉市山王1-9（学校法人千葉敬愛学園佐倉キャンパス内）に置いた。
- 2017年6月1日 - 本社を千葉市稲毛区穴川1-5-21（敬愛大学1号館1階）へ移転。

## 事業内容
- 購買・売店事業：千葉敬愛高校・敬愛短期大学の購買を運営。

- 自動販売機管理事業：学校の自動販売機のメンテナンス。

- 制服等販売事業：千葉敬愛高校・敬愛学園高校の制服類、体操服、上靴、革靴等の販売管理。
- 卒業式貸衣装事業：敬愛大学・敬愛短期大学の卒業式のレンタル衣装を提供。
- 学生賃貸マンション斡旋事業：敬愛大学推薦の学生マンションの紹介。
- 自動車教習所斡旋事業
- 貸しロッカー事業：敬愛大学生や、敬愛短期大学生に貸しロッカーを提供。
- リクルートスーツ斡旋事業
- 証明写真撮影サービス：敬愛大学生の証明書写真の撮影サービス。
- 物品販売事業：教職員を中心に、物品を販売。
- 印刷事業：学内の各種資料、パンフレット、教材、名刺などを作成。
- 保険代理業
- 教職員向け福利厚生事業
- 自転車販売斡旋事業
- 電子ピアノ・電子辞書販売斡旋事業

出典：

## 関連施設
- 学校法人千葉敬愛学園
- 敬愛大学
- 敬愛短期大学
- 千葉敬愛高等学校
- 敬愛学園高等学校
- 敬愛短期大学付属幼稚園